# Neoseiulus depilo
Neoseiulus depilo är en spindeldjursart som beskrevs av Khan, Chaudhri och Muhammad Sharif Khan 1990. Neoseiulus depilo ingår i släktet Neoseiulus och familjen Phytoseiidae. Inga underarter finns listade i Catalogue of Life.